# Cerkev sv. Bolfenka, Hrastje
Cerkev sv. Bolfenka na Pohorju je cerkev iz konca 15. stoletja. Zavetnik sveti Bolfenk je dal ime tudi kraju, na katerem se nahaja, saj se imenuje Bolfenk.
Cerkev je bila sprva poznogotska s križnorebrasto obokanim prezbiterijem in ravno stropno ladjo, a je propadla ob koncu 18. stoletja in se hitro spremenila v razvalino. Ta služi že od konca 19. stoletja kot planinska postojanka. Na Ciglencah nad Bolfenkom stoji na vrhu gorskega hrbta v višini 1146 metrov razgledni stolp, eden prvih svoje vrste na Slovenskem, ki nam nudi sijajen razgled preko Kobanskega in Slovenskih goric do Golice in Prekmurja. Bolfenk je bil v 18. stoletju znana božja pot. Približno na polovici poti med Bolfenkom in Arehom stoji pod glavnim pohorskim slemenom Mariborska koča, poleg Ruške najstarejša na Pohorju. Enako kot razgledni stolp nad Bolfenkom jo je postavilo Nemško-avstrijsko planinsko društvo. Ko je leta 1921 prešla v roke slovenskega planinskega društva, je bila obnovljena in povečana.